# Готариз II (Партия)
Готариз II е владетел на Партия от династията на Арсакидите. Управлява от 40 до 51 г.

## Живот
Син на Артабан II, въстава срещу брат си Вардан, след като той наследява трона. Готариз II не се задържа дълго на власт, но успява да избие голяма част от арсакидските принцове преди да бъде прогонен от Вардан. С помощта на дахайски наемници Готариз II се укрепя в Хиркания и когато брат му умира през 47 г. той повторно става цар на Партия.
Част от партските благородници били настроени против Готариз II заради неговата жестокост и невъздържаност. Те поискали от римския император Клавдий да изпрати като претендент за трона принц Мехердад, син на Вонон I. През 49 – 50 г. Мехердад навлязъл в Адиабена и се отправил към Арбела, но не срещнал достатъчно подкрепа, бил победен и попаднал в плен на Готариз II, който отрязал ушите му.
Готариз II царувал до смъртта си през 51 г., когато е наследен от чичо си Вонон II (Партия).